# John Cregan
John Francis Cregan (Schenectady, 29 gennaio 1878 – Filadelfia, 26 dicembre 1965) è stato un mezzofondista statunitense, vincitore di una medaglia d'argento negli 800 metri piani ai Giochi olimpici di Parigi 1900.

## Palmarès
| Anno | Manifestazione  | Sede   | Evento    | Risultato | Prestazione | Note |
| ---- | --------------- | ------ | --------- | --------- | ----------- | ---- |
| 1900 | Giochi olimpici | Parigi | 800 metri | Argento   | 2'01"8      |      |